# Narentanie

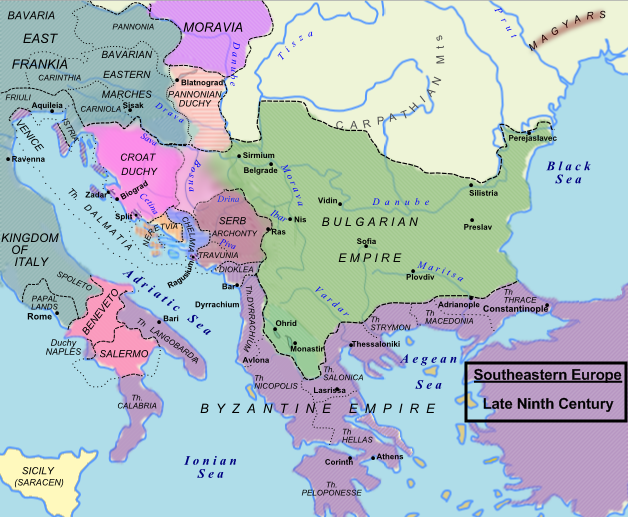
Nerentanie na mapie Bałkanów w 850 roku

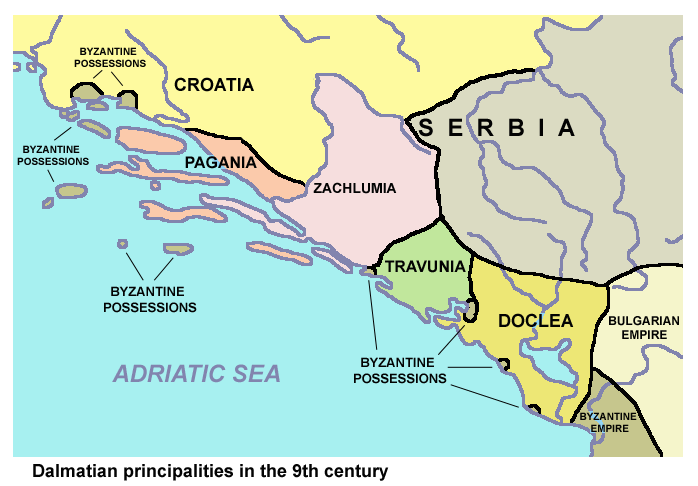
Narentanie (Paganie) w IX wieku

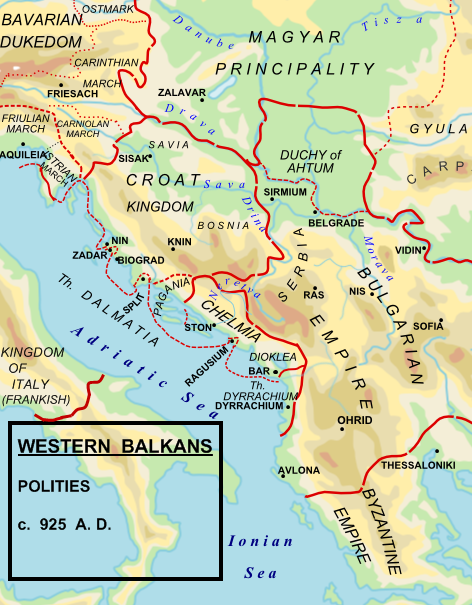
Narentanie (Paganie) w X wieku

Narentanie, Nereczanie, również Neretwianie, Neretlanie, Paganie, a od X w. – Moranie – drobne plemię słowiańskie, które około połowy VII w. uformowało się na terenach między Cetiną a Neretwą, na wybrzeżu adriatyckim, na wschód od Splitu.
Pochodzenie Narentan nie jest jasne. Mogą być zarówno plemieniem chorwackim, które przywędrowało na Bałkany wraz z główną migracją po 626 roku, jak i plemieniem sklawińskim, które przesiedliło się zza Dunaju w ramach wielkiej migracji sklawińskiej pomiędzy 609 a 615 rokiem. Niewątpliwie plemię uformowało się w wyniku tychże migracji słowiańskich.
W VII i VIII wieku Narentanie weszli w skład wielkiego chorwackiego związku plemiennego. W drugiej połowie VIII wieku wykorzystując słabość Bizancjum zdobyli trzy bizantyńskie wyspy: Brač, Hvar i Korčulę. Pchnęło ich to w kierunku korsarstwa i pośrednio przyczyniło się do tego, że nie utworzyli nigdy własnego organizmu państwowego.
W IX wieku rywalizowali o wpływy w rejonie pomiędzy Splitem a Dubrownikiem z Wenecją. W 867 roku odparli próbę narzucenia im zwierzchnictwa przez Bizancjum, które, w wyniku udanej akcji morskiej przeciw piratom arabskim w rejonie Dubrownika, podporządkowało sobie ziemie Duklan, Trebinian i Zahumlan. Nadal też uprawiali swój piracki proceder, co na początku XI wieku sprowokowało wyprawy doży weneckiego przeciwko wyspom Brač, Hvar i Korčuli.
Ostatecznie w drugiej połowie XI wieku terytoria Narentan, zarówno lądowe, jak i wyspy, wcielił do Chorwacji król chorwacki – Piotr Krzesimir IV.